# Deutsche Friedrich-Wilhelm-Raiffeisen-Gesellschaft
Die Deutsche Friedrich-Wilhelm-Raiffeisen-Gesellschaft e. V. (kurz: Raiffeisen-Gesellschaft) will die Genossenschaftsidee weiter fördern und neu entdecken. Sie erinnert an Raiffeisens visionäres Lebenswerk und füllt dessen Ideen mit neuem Leben. Darüber hinaus widmet sich die Raiffeisen-Gesellschaft der Erhaltung der Raiffeisen-Gedenkstätten in Hamm (Sieg) und Flammersfeld.
Die Deutsche UNESCO-Kommission hat die Genossenschaftsidee im Jahr 2014 in das bundesweite Verzeichnis des immateriellen Kulturerbes aufgenommen. Zugleich wurde die Genossenschaftsidee als erste deutsche Nominierung für die Repräsentative Liste des immateriellen Kulturerbes der Menschheit der UNESCO ausgewählt und am 30. November 2016 durch die UNESCO in diese Liste aufgenommen. Die Raiffeisen-Gesellschaft war Initiator des Raiffeisen-Jahres 2018 anlässlich des 200. Geburtstags des Genossenschaftsgründers.

## Gründung
Die Raiffeisen-Gesellschaft wurde im Internationalen Jahr der Genossenschaften der Vereinten Nationen am 1. Juni 2012 im Raiffeisen-Begegnungszentrum in Weyerbusch gegründet. Alle Gründungsmitglieder verband der Wunsch, die verschiedenen Aktivitäten zur Pflege und Bewahrung genossenschaftlicher Werte – materieller wie immaterieller Natur – in der Heimatregion Friedrich Wilhelm Raiffeisens miteinander zu verknüpfen und besser aufeinander abzustimmen. Darüber hinaus möchte die Gesellschaft die Ideen und Vorstellungen von Friedrich Wilhelm Raiffeisen in der gemeinsamen Arbeit über die Region hinaustragen und ihre Bedeutung in der Gegenwart hervorheben.

## Satzungszweck
Laut Satzung widmet sich die Gesellschaft der „Pflege und Würdigung des Lebenswerkes von Friedrich Wilhelm Raiffeisen und seines in Schriften und Reden überkommenen geistigen Erbes“, der „Förderung des darauf beruhenden Genossenschaftsgedankens in Deutschland“ sowie der Auseinandersetzung mit dem Genossenschaftswesen. Dazu dienen wissenschaftliche Vortragsveranstaltungen, Konferenzen und Workshops sowie regelmäßige Veröffentlichungen – das alles auch in Zusammenarbeit mit den bestehenden Einrichtungen des Genossenschaftswesens. Darüber hinaus widmet sich die Gesellschaft der Erhaltung der Raiffeisen-Gedenkstätten in Hamm und Flammersfeld.

## Vorstand
- Ralf Kölbach, Vorsitzender (Vorstand der Westerwald Bank eG)[1]
- Thomas Ullrich, stellv. Vorsitzender (Vorstand der DZ BANK)
- Alexander Lichtenberg, stellv. Vorsitzender (Vorstand der Bausparkasse Schwäbisch Hall)
- Martin Leis (Vorstand der Raiffeisenbank Neustadt eG)
- Thomas Mende (Abteilungsdirektor der DZ BANK)
- Thomas Nonn (Mitglied der Geschäftsleitung REWE Group)
- Yvonne Zimmermann (Vorstandsvorsitzende Akademie Deutscher Genossenschaften e.V.)

## Programm und Strategie
Der Vorstand der Raiffeisen-Gesellschaft hat sich für seine Amtszeit drei Ziele gesteckt:
- Die dauerhafte Einbindung junger Menschen – Gewinnung der Jugend für genossenschaftliche Themen und Anliegen. Aus diesem Grund verleiht die Raiffeisen-Gesellschaft einen Förderpreis für junge Menschen.
- Die Zusammenarbeit mit Wissenschaft und Forschung – Erbringung des Nachweises für die Überlegenheit der genossenschaftlichen Idee. Dazu gehört die Vergabe von wissenschaftlichen Arbeit zu den genossenschaftlichen Werten.
- Der Ausbau des genossenschaftlichen Netzwerkes – Das beinhaltet auch eine verstärkte Kooperation mit der Deutschen Hermann-Schulze-Delitzsch-Gesellschaft.

## Aktivitäten

### Festakt zum 125. Todestag von Friedrich Wilhelm Raiffeisen
Die Raiffeisen-Gesellschaft richtete am Dienstag, den 7. Mai 2013, in der Akademie Deutscher Genossenschaften auf Schloss Montabaur einen Festakt anlässlich des 125. Todestages von Friedrich Wilhelm Raiffeisen aus. Die Festrede wurde von Bundestagspräsident Norbert Lammert gehalten. Rund 200 Gäste aus dem Genossenschaftswesen sowie aus Politik und Wirtschaft nahmen an dem Festakt teil.

### Historische Raiffeisenstraße
Die Raiffeisen-Gesellschaft investierte im Jahr 2014 rund 10.000 Euro in die Anschaffung neuer Straßenschilder für die Beschilderung der Historischen Raiffeisenstraße von Hamm (Sieg) bis Neuwied. Seit 1984 ist die Historische Raiffeisenstraße Teil der touristischen Infrastruktur in der Region Westerwald. Sie zeichnet die beruflichen Stationen und das Wirken Raiffeisens während seiner Amtszeiten als Bürgermeister in Weyerbusch, Flammersfeld und dem heutigen Neuwieder Stadtteil Heddesdorf nach. In Anlehnung an die gängige touristische Autobahn-Beschilderung sowie eine Reihe von einschlägigen Kriterien von Bund und Land erscheinen die Wegweiser in brauner Grundfarbe mit Raiffeisen-Konterfei und seinen Lebensdaten (1818 bis 1888) auf dem Schild.

### Immaterielles Kulturerbe
Die Deutsche Friedrich-Wilhelm-Raiffeisen-Gesellschaft e. V. und die Deutsche Hermann-Schulze-Delitzsch-Gesellschaft e. V. (kurz Schulze-Delitzsch-Gesellschaft) haben sich im Jahr 2013 gemeinsam und länderübergreifend um die Aufnahme der „Genossenschaftsidee“ in das bundesweite Verzeichnis des immateriellen Kulturerbes beworben. Am 12. Dezember 2014 gab das Expertenkomitee Immaterielles Kulturerbe bei der Deutschen UNESCO-Kommission bekannt, dass die „Genossenschaftsidee“ in der ersten Auswahlrunde in das bundesweite Verzeichnis des immateriellen Kulturerbes aufgenommen wird: „Durch die Kulturform der Genossenschaften kommt bürgerschaftliches Engagement im sozialen, wirtschaftlichen und kulturellen Bereich jenseits von privaten und staatlichen Wirtschaftsformen zum Ausdruck. Die Genossenschaftsidee erweist sich als sehr dynamisch und einflussreich und eröffnet weniger privilegierten Bevölkerungsschichten neue Möglichkeiten der gesellschaftlichen Teilhabe. Sie greift grundlegende Prinzipien des kulturellen Selbstverständnisses menschlicher Gemeinschaft auf und überträgt sie in die ökonomische Praxis. Die Genossenschaftsidee trägt zur Bewältigung gesellschaftlicher Herausforderungen bei und wird durch kreative Veränderungen immer wieder an moderne Gegebenheiten angepasst.“
Die Genossenschaftsidee wurde zudem als erste deutsche Nominierung für die Repräsentative Liste des immateriellen Kulturerbes der Menschheit der UNESCO ausgewählt. Im Rahmen der Auszeichnungsveranstaltung für die Aufnahme in das bundesweite Verzeichnis wurden die Bewerbungsunterlagen für die Aufnahme in die Repräsentative Liste des Immateriellen Kulturerbes der Menschheit an den Vertreter des Auswärtigen Amtes übergeben. Am 30. November 2016 wurde die Genossenschaftsidee auf der 11. Session of the UNESCO Intergovernmental Committee for the Safeguarding of the Intangable Cultural Heritage in die Repräsentative Liste des Immateriellen Kulturerbes der Menschheit als erste deutsche Bewerbung aufgenommen.

### Raiffeisen-Jahr 2018
Die Raiffeisen-Gesellschaft war Initiator des Jubiläumsjahres anlässlich des 200. Geburtstags von Friedrich Wilhelm Raiffeisen, um an seine Ideen zu erinnern und eine Bühne zu bieten für Raiffeisens Nachfahren in Politik, Wirtschaft und Gesellschaft. Mehr als 22 Millionen Menschen in Deutschland und weltweit sogar über 1 Milliarde Menschen sind heute Mitglied einer Genossenschaft. Sie wirken in kleinen, lokalen Teams ebenso wie in international agierenden Unternehmen. Ziel des Raiffeisen-Jahres 2018 war es auch, diese Menschen unter einem Dach zu vereinen, ihre Kraft zu bündeln und die Genossenschaft als Modell der Zukunft zu zeigen.

### Raiffeisen-Camp
Rund 85 junge Mitarbeiterinnen und Mitarbeiter von Genossenschaften aus ganz Deutschland haben am Wochenende vom 21. bis 23. September 2018 neue Perspektiven auf die Welt kooperativ geführter Unternehmen gewonnen. Beim ersten Raiffeisen-Camp trafen sie Spitzenvertreter aus Politik und der Genossenschaftswelt. Die Zukunft von Raiffeisens Ideen stand im Mittelpunkt der Gespräche. Außerdem knüpfte der Nachwuchs untereinander Kontakte.